# NGC 2583
NGC 2583 é uma galáxia elíptica (E) localizada na direcção da constelação de Hydra. Possui uma declinação de -05° 00' 09" e uma ascensão recta de 8 horas, 23 minutos e 07,9 segundos.
A galáxia NGC 2583 foi descoberta em 1886 por Frank Müller.